# Living Conditions
Living Conditions (Calidad de vida en España) y Condiciones de vida en América Latina) es el segundo episodio de la cuarta temporada de la serie de televisión estadounidense Buffy, la cazavampiros. La narración sigue a Buffy que cree que su compañera de habitación es un demonio, aunque sus amigos piensan que está afectada por su trabajo como Cazadora.

## Argumento
Buffy no soporta a Kathie, su compañera de habitación. Sale de caza sin advertir que está siendo observada por un monstruo, pero lo único que encuentra es a Kathie, que ha salido a dar una vuelta. Son atacadas por el monstruo que observaba a Buffy, que consigue huir y se reúne con otro igual, a quien da la orden de seguir a Buffy por si resulta ser la Elegida.
Buffy va a visitar a Giles para contarle lo ocurrido, y le confiesa que no confía en su compañera de cuarto. Giles no ve nada extraño. Mientras, en su cuarto, su compañera registra sus cosas y encuentra las armas.
De vuelta al comedor de la facultad Buffy se esconde de Kathie y así conoce a Parker, antes de reunirse con Xander, Willow y Oz. Les pone al día de su encuentro nocturno. Xander está deseando entrar en acción, ya que vivir en el sótano de sus padres no le sienta bien. Kathie llega con un jersey de Buffy y se sienta en la mesa con ellos. Buffy finge que no le molesta pero cuando lo mancha se enfada. Los hábitos de Kathie cada vez son más insoportables.
Buffy tiene un extraño sueño en el que el monstruo de la noche anterior le echa sangre en la boca mientras ella está en la cama, pone un escorpión encima y extrae humo de la boca de Buffy a la suya. Buffy está contando lo ocurrido a la pandilla cuando aparece Kathie.
Por la noche los dos monstruos están reunidos alrededor de una hoguera y confirman que tenían razón: Buffy era la Elegida. Ahora tienen que preparar la llegada de su amo, Taparrich. Mientras, Buffy regresa a su habitación y se encuentra a Parker, que había ido a visitarla, hablando animadamente con Kathie. Buffy, fuera de sí, le declara la guerra abierta a Kathie. Oz le dice a Willow que le echará un vistazo, mientras ésta tiene que estudiar en la biblioteca porque su compañera de cuarto no deja de dar fiestas.
Buffy le cuenta sus problemas con Kathie a Oz, que se queda más preocupado por ella. De vuelta a su habitación, todavía más molesta con Kathie, Buffy se va a dormir y tiene un sueño parecido al anterior. Buffy le dice a Willow que Kathie es mala y que tiene que matarla. Willow le aconseja que vaya a ver a Giles, pero mientras se marcha, avisa a este por teléfono del comportamiento de Buffy. La pandilla la atrapa en casa de Giles, pero Buffy se desata y huye dejando inconscientes a Oz y Xander, volviendo a su cuarto y enfrentándose a su compañera, quien empieza la pelea. Buffy le arranca un trozo de cara y bajo su piel humana resulta ser demonio como los otros. Es ella quien hizo el ritual durante la noche con la intención de robarle su alma, para que la confundan con ella y la lleven a su dimensión en su lugar.
Giles ha descubierto de qué clase de monstruo se trata y con ayuda de Willow revierte el hechizo sobre el alma de Buffy. Mientras Oz y Xander corren en ayuda de Buffy, en el dormitorio se presenta un monstruo que resulta ser el padre de Kathie y que se la lleva de vuelta a su dimensión.
Así, Willow termina siendo la nueva compañera de cuarto de Buffy.

## Reparto

### Personajes principales
- Sarah Michelle Gellar como Buffy Summers.
- Nicholas Brendon como Xander Harris.
- Alyson Hannigan como Willow Rosenberg.
- Seth Green como Oz.
- Anthony Stewart Head como Rupert Giles.

### Apariciones especiales
- Dagney Kerr como Kathy Newman.
- Adam Kaufman como Parker Abrams.

### Personajes secundarios
- Clayton Barber como Demonio #1.
- Walt Borchert como Demonio #2.
- Roger Morrissey como Tapparich.
- David Tuchman como Novato.
- Paige Moss como Veruca.

## Producción